# José María Memet
José María Memet, seudónimo de Pedro Segundo Ortiz Navarrete (Neuquén, 22 de septiembre de 1957) es un poeta y productor cultural chileno.

## Biografía
De padres chilenos, nació en la ciudad argentina de Neuquén, pero en 1970 adoptó la ciudadanía chilena.
Sobre su infancia, recuerda: "Mi familia —por el lado de mi madre— son descendientes de Mapuche, tienen más de quince mil años en la zona. Soy de la zona de Araucanía: La Frontera. Ése es su nombre. La delimitación geográfica actual fue impuesta por conquistadores, chilenos y colonos; la humana y la de la memoria diaria permanece inalterable: lengua propia, dioses propios, una relación con la naturaleza, tanto por el lado argentino como por el chileno, me refiero a mis ancestros. Los lugares de mi infancia fueron Padre Las Casas, Curacautín, Quitratúe y Temuco, la frontera de tres culturas: la mapuche, la chilena y la alemana (los colonos). En esa época el lugar estaba pleno de bosques nativos, los trenes eran con locomotoras a vapor, todo era un gran trueque, un far west. Una imagen poética que aún se mantiene en algunas calles de Temuco es, por ejemplo, un gran martillo sobre la tienda, que indicaba que se trataba de la ferretería; una gran olla, cuya relación era para los artículos de cocina; un arado gigante para referirse a los instrumentos para trabajar la tierra. Neruda habla de ello en sus memorias. En síntesis, fui, soy y seré un individuo cercano a la naturaleza, con una relación fuerte con la tierra y los elementos primordiales. Vivo en la ciudad, pero soy un hombre de la tierra. Eso significa mapuche: hombre de la tierra".
Opositor a la dictadura Augusto Pinochet, miembro del Movimiento de Izquierda Revolucionaria, "trabajó durante una década en la Vicaría de la Solidaridad (organismo que denunció las violaciones de los derechos humanos y que promovió la defensa de los mismos) y, como muchos de sus compatriotas, fue detenido, secuestrado y torturado".
Vivió exiliado en París entre 1981 y 1985.
Memet es fundador y director del Encuentro Internacional de Poetas Chile Poesía, celebrado por primera vez en 2001.
Alejandro Lavquén ha dicho sobre Memet: "Es uno de los poetas más representativos de la promoción de escritores que se forjaron durante el período más duro de la tiranía pinochetista. Y si bien ha sido definido por muchos como un poeta político, su obra va más allá de eso, abarcando una temática muy variada, pero siempre comprometida con el ser humano".
Sobre el ser un poeta político, Memet comenta: "Sí, creo que lo soy. Aunque no me guste. Entiendo la poesía no como una inmovilización si no como un encuentro permanente con otros seres humanos. No soy un poeta político a la manera 'antigua' cerca de grandes profecías sociales, aunque lo fui por juventud e inexperiencia. La sobreideologización la encuentro nefasta para todos los seres humanos por igual y también para un poeta. Si algo rescato del presente, es la constatación de la importancia de la condición humana y su defensa y respeto ante los abusos del poder, sea del signo que fuere".
Sus poemas han sido traducidos a varios idiomas, particularmente al francés, alemán e inglés (a este última lengua su principal traductor ha sido Leland Guyer).

## Premios y distinciones
- Premio de Poesía Joaquín Edwards Bello 1987 por La casa de ficción y otros poemas
- Premio del Primer Festival Nacional de Poesía de Viña del Mar 1987 por La casa de ficción y otros poemas
- Premio de Poesía Antonio Pigafetta 1988 por La casa de ficción y otros poemas
- Premio del II Concurso Metropolitano de Poesía Joven 1988 por La casa de ficción y otros poemas
- Premio Pablo Neruda 1996
- Finalista del Premio Altazor 2000 con Amanecer sin dioses
- Beca de Excelencia del Consejo Nacional del Libro, 2006
- Premio de Poesía José Lezama Lima, Casa de las Américas, 2019

## Obra
- Poemas crucificados, 1977
- Bajo amenaza, 1979
- Cualquiera de nosotros, 1980
- Los gestos de otra vida, 1985
- Canto de gallos al amanecer, 1986
- La casa de ficción y otros poemas, 1988
- El duelo, 1994 (Mago Editores lo reeditó en 2011)
- Un animal noble y hermoso cercado entre ballestas, 1995
- Amanecer sin dioses, 1999
- El rastreador de lenguajes, 2005
- Años en el cuerpo, antología personal, 2007
- El cazador de instantes, 2009
- Melivilu. Poemas políticos 2015-1973 (el título significa Cuatro serpientes); Editorial ChilePoesía, 2015
- La gran marcha y otros poemas, Editorial Summa, Lima, 2016
- Meli witran mapu / Tierra de los cuatro lugares, Mago Editores, 2017